# Le radici del cielo (album)
Le radici del cielo este un album lansat în anul 2005 de Al Bano în Italia. În România, Germania, Rusia și Taiwan  titlul albumului a fost Amara e bella.
Albumul este un omagiu muzical pentru Salento, regiunea din sudul Italiei din care provine Al Bano. Melodiile Mieru mieru și Na, na, na sunt cântate în dialectul salentin. Piesa Tu per sempre este unul din cele mai apreciate hituri din întreaga carieră a lui Al Bano pe care o cântă la fiecare concert.

## Track list
1. MammaAmerica  (Albano Carrisi, Giuseppe Fulcheri)
2. Il covo delle aquile  (Albano Carrisi, Andrea Lo Vecchio)
3. Padre nostro  (tradițional, Albano Carrisi, Alterisio Paoletti)
4. Tu per sempre  (Albano Carrisi, Fabrizio Berlincioni, Alterisio Paoletti)
5. Vieni nel sole  (Albano Carrisi, John Noville, Boris Köhler, Olaf Jeglitza, Sebastian Erl)
6. Mieru mieru  (Albano Carrisi)
7. Il più grande sogno  (Albano Carrisi, Giuseppe Fulcheri)
8. Negra sombra  (Juan Montes, Rosalía de Castro, Albano Carrisi, Alterisio Paoletti)
9. Le radici del cielo  (Albano Carrisi, Pino Aprile)
10. Na, na, na  (Albano Carrisi, Romina Power)
11. Telenorba  (Albano Carrisi, V. Aprile)
12. Amara e bella  (Giuseppe Fulcheri, Yari Carrisi)
13. Ti parlo del sud  (Pino Aprile)